# Svatojanský Újezd
Svatojanský Újezd település Csehországban, a Jičíni járásban. Svatojanský Újezd Choteč, Mlázovice, Lázně Bělohrad és Šárovcova Lhota településekkel határos. Lakosainak száma 106 fő (2024. január 1.).

## Népesség
A település lakosságának változását az alábbi diagram mutatja:
| Lakosok száma | 416  | 308  | 253  | 170  | 99   | 87   | 108  | 101  | 95   | 106  |
|               | 1869 | 1900 | 1921 | 1961 | 1980 | 2011 | 2016 | 2019 | 2021 | 2024 |